# San Michele al Tagliamento
San Michele al Tagliamento é uma comuna italiana da região do Vêneto, província de Veneza, com cerca de 11.418 habitantes. Estende-se por uma área de 112 km², tendo uma densidade populacional de 102 hab/km². Faz fronteira com Caorle, Fossalta di Portogruaro, Latisana (UD), Lignano Sabbiadoro (UD), Morsano al Tagliamento (PN), Portogruaro, Ronchis (UD), Varmo (UD).

## Demografia
| Variação demográfica do município entre 1861 e 2011                               |
|                                                                                   |
| Fonte: Istituto Nazionale di Statistica (ISTAT) - Elaboração gráfica da Wikipedia |